# Кало (Монца и Бријанца)
Кало је насеље у Италији у округу Монца и Бријанца, региону Ломбардија.
Према процени из 2011. у насељу је живело 1140 становника. Насеље се налази на надморској висини од 279 м.